# Кам'янка (Каховський район)
Ка́м'янка — село в Україні, у Таврійській міській громаді Каховського району Херсонської області. Населення становить 687 осіб. Відстань до райцентру становить близько 19 км і проходить автошляхами Т 2202 та Т 2214. 24 лютого 2022 року село тимчасово окуповане російськими військами під час російсько-української війни.

## Населення

### Мова
Розподіл населення за рідною мовою за даними перепису 2001 року:
| Мова            | Кількість | Відсоток |
| --------------- | --------- | -------- |
| українська      | 599       | 87.20%   |
| російська       | 85        | 12.38%   |
| білоруська      | 1         | 0.14%    |
| румунська       | 1         | 0.14%    |
| інші/не вказали | 1         | 0.14%    |
| Усього          | 687       | 100%     |

## Постаті
- Клименко Дмитро Васильович (1980—2016) — солдат Збройних сил України, учасник російсько-української війни